# Principio copernicano

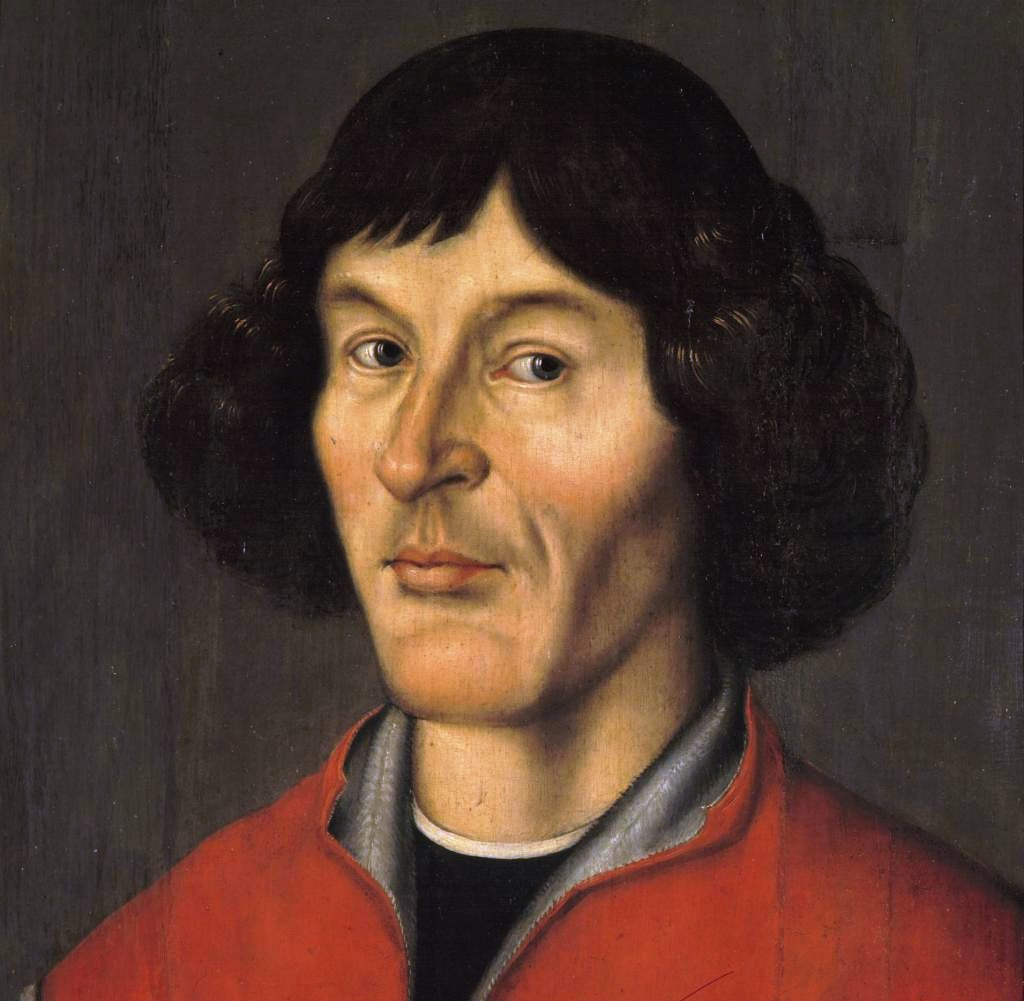
Niccolò Copernico

In cosmologia, il principio copernicano, che prende il nome da Niccolò Copernico, afferma che la Terra non è in una posizione centrale o di particolare privilegio. Più di recente, il principio è stato generalizzato al concetto relativistico che le creature umane non sono osservatori privilegiati dell'universo. In questo senso, equivale al principio di mediocrità, con rilevanti implicazioni nella filosofia della scienza.
A partire dagli anni novanta, il termine è stato usato (in alternativa a "il metodo Copernicano") da John Richard Gott III per la previsione della durata degli avvenimenti in corso, basandosi sull'inferenza bayesiana, una versione generalizzata dell'argomento sul giorno dell'apocalisse.

## Origine e implicazioni

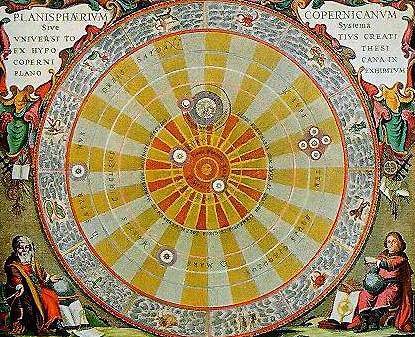
Rappresentazione dell'universo eliocentrico copernicano.

Michael Rowan-Robinson enfatizza l'importanza del principio copernicano: 
Hermann Bondi lo definì, nel mezzo del XX secolo, il principio copernicano, anche se il principio stesso risale alla rivoluzione scientifica del XVI-XVII secolo, quando il sistema tolemaico poneva la Terra al centro dell'universo. Copernico dimostrò che il moto dei pianeti si può spiegare senza il postulato che la Terra sia localizzata in posizione centrale e stazionaria, argomentando che l'apparente moto retrogrado dei pianeti è un'illusione causata dal movimento della Terra, che il modello tolemaico collocava al centro dell'universo, attorno al Sole. Copernico stesso fu spinto principalmente dall'insoddisfazione tecnica verso il precedente sistema più che a sostegno del principio di mediocrità.
In cosmologia, se uno presume il principio copernicano ed osserva che l'universo appare isotropo dal nostro punto di vista privilegiato sulla Terra, poi si può provare che l'universo è generalmente omogeneo in un istante qualsiasi ed è anche isotropo in un punto qualsiasi. Queste due affermazioni costituiscono il principio cosmologico.
In pratica, gli astronomi osservano che l'universo possiede strutture eterogenee fino alla scala di superammassi di galassie, filamenti e grandi vuoti, ma diviene sempre più omogeneo ed isotropo quando si osserva su scale sempre più grandi, dove la più piccola struttura individuabile è su una scala di oltre 200 milioni di parsec. Comunque, su scale comparabili al raggio dell'universo osservabile, si osservano variazioni sistematiche con la distanza dalla Terra. Per esempio, le galassie contengono stelle più giovani e sono meno ammassate, mentre le quasar appaiono assai numerose. Mentre questo fatto potrebbe suggerirci che la Terra sia al centro dell'universo, il principio copernicano richiede che sia interpretato come una prova dell'evoluzione dell'universo nel tempo: questa luce lontana ha impiegato la maggior parte dell'età dell'universo per raggiungerci e mostrarci l'universo quand'era giovane. La luce più distante in assoluto, la radiazione cosmica di fondo, è isotropa per almeno una parte su mille.
La moderna cosmologia matematica è basata sull'assunzione che, sulle scale più grandi, il principio cosmologico è quasi completamente vero. Il principio copernicano rappresenta il presupposto filosofico e non semplificabile necessario a comprovarlo, quando viene combinato con le osservazioni sperimentali.
Bondi e Thomas Gold usarono il principio copernicano per argomentare riguardo al principio cosmologico perfetto, che sostiene che l'universo sia omogeneo pure nella durata, e che costituisce il fondamento della teoria dello stato stazionario. Tuttavia, ciò contrasta fortemente con l'evidenza dell'evoluzione cosmologica menzionata in precedenza: l'universo è progredito dalle condizioni estremamente diverse del Big Bang, e continuerà a progredire verso condizioni estremamente diverse, soprattutto sotto la crescente influenza dell'energia oscura, apparentemente verso il Big Freeze o il Big Rip.

## Conferma
Le misure degli effetti della radiazione cosmica di fondo nella dinamica dei sistemi astrofisici distanti fatte nel 2000 hanno dimostrato il principio copernicano su scala cosmologica. È dimostrato che la radiazione cosmica di fondo che si diffonde nell'universo fosse più calda nei primi tempi; il suo raffreddamento uniforme in miliardi di anni si può spiegare solamente se si suppone che nell'universo sia in corso un'espansione metrica dello spazio.

## Allineamento sull'eclittica dell'anisotropia della radiazione di fondo
I risultati del WMAP sembrano dar torto alle aspettative copernicane. Il moto del sistema solare, e l'orientamento del piano dell'eclittica è allineato con caratteristiche del cielo a microonde, che nel pensiero tradizionale è determinato da una struttura al margine dell'universo osservabile. 
Lawrence Krauss è così citato in un articolo della fondazione Edge:
Risulterebbe piuttosto sorprendente se gli allineamenti del WMAP si rivelassero una coincidenza completa, ma le implicazioni anti-copernicane suggerite da Krauss lo sarebbero molto di più, se fossero vere. Le altre possibilità sono:
- gli errori strumentali residui in WMAP provocano questo effetto;
- l'emissione inaspettata di microonde dall'interno del sistema solare sta contaminando le mappe della radiazione[9].

## Test recenti
Dall'articolo intitolato "Nuovi test proposti sul principio copernicano" pubblicato su Physicsworld.com: